# Jatropha humboldtiana
Jatropha humboldtiana là một loài thực vật có hoa trong họ Đại kích. Loài này được McVaugh mô tả khoa học đầu tiên năm 1944.